# Дискографія EXID
Південнокорейський жіночий гурт EXID випустив три студійні альбоми, один збірник, п'ять мініальбомів і двадцять один сингл.

## Альбоми

### Студійні альбоми
| Назва                                                                            | Деталі альбому                                                                    | Пікові позиції у чартах | Пікові позиції у чартах | Пікові позиції у чартах | Пікові позиції у чартах | Продажі                  |
| Назва                                                                            | Деталі альбому                                                                    | KOR                     | JPN                     | JPN Hot                 | US World                | Продажі                  |
| -------------------------------------------------------------------------------- | --------------------------------------------------------------------------------- | ----------------------- | ----------------------- | ----------------------- | ----------------------- | ------------------------ |
| Street                                                                           | - Реліз: 1 червня 2016 - Лейбл: Banana Culture - Формат: CD, цифрове завантаження | 2                       | 161                     | —                       | 9                       | - Південна Корея: 21,278 |
| Trouble                                                                          | - Реліз: 3 квітня 2019 - Лейбл: Tokuma Japan - Формат: CD, цифрове завантаження   | —                       | 12                      | 23                      | —                       | - Японія: 4,831          |
| B.L.E.S.S.E.D                                                                    | - Реліз: 19 серпня 2020 - Лейбл: Tokuma Japan - Формат: CD, цифрове завантаження  | —                       | 16                      | 28                      | —                       | - Японія: 2,668          |
| «—» релізи, що не потрапили у чарти або не були випущені у відповідних регіонах. |                                                                                   |                         |                         |                         |                         |                          |

### Збірки
| Назва               | Деталі альбому                                             | Пікові позиції у чартах |
| Назва               | Деталі альбому                                             | JPN                     |
| ------------------- | ---------------------------------------------------------- | ----------------------- |
| Japan Activity Best | - Реліз: 2 вересня 2022 - Лейбл: Tokuma Japan - Формат: CD | 37                      |

### Відеоальбоми
| Назва                         | Деталі альбому                                              | Пікові позиції у чартах |
| Назва                         | Деталі альбому                                              | JPN                     |
| ----------------------------- | ----------------------------------------------------------- | ----------------------- |
| EXID 1st Japan Live Tour 2018 | - Реліз: 19 грудня 2018 - Лейбл: Tokuma Japan - Формат: DVD | 46                      |

### Сингл-альбоми
| Назва | Деталі альбому                                                                        | Пікові позиції у чартах | Продажі                  |
| Назва | Деталі альбому                                                                        | KOR                     | Продажі                  |
| ----- | ------------------------------------------------------------------------------------- | ----------------------- | ------------------------ |
| X     | - Реліз: 29 вересня 2022 - Лейбл: Sony Music Korea - Формат: CD, цифрове завантаження | 14                      | - Південна Корея: 20,152 |

## Мініальбоми
| Назва       | Деталі альбому                                                                           | Пікові позиції у чартах | Пікові позиції у чартах | Пікові позиції у чартах | Продажі                                  |
| Назва       | Деталі альбому                                                                           | KOR                     | JPN                     | US World                | Продажі                                  |
| ----------- | ---------------------------------------------------------------------------------------- | ----------------------- | ----------------------- | ----------------------- | ---------------------------------------- |
| Hippity Hop | - Реліз: 13 серпня 2012 - Лейбл: AB Entertainment - Формат: CD, цифрове завантаження     | 13                      | —                       | —                       | - Південна Корея: 1,554                  |
| Ah Yeah     | - Реліз: 13 квітня 2015 - Лейбл: Yedang Entertainment - Формат: CD, цифрове завантаження | 5                       | 272                     | 12                      | - Південна Корея: 23,118 - Японія: 7000+ |
| Eclipse     | - Реліз: 10 квітня 2017 - Лейбл: Banana Culture - Формат: CD, цифрове завантаження       | 5                       | —                       | 4                       | - Південна Корея: 15,102                 |
| Full Moon   | - Реліз: 7 листопада 2017 - Лейбл: Banana Culture - Формат: CD, цифрове завантаження     | 7                       | —                       | 6                       | - Південна Корея: 17,156                 |
| We          | - Реліз: 15 травня 2019 - Лейбл: Banana Culture - Формат: CD, цифрове завантаження       | 3                       | —                       | 8                       | - Південна Корея: 24,472                 |

## Сингли
| Назва                                                                            | Рік  | Пікові позиції у чартах | Пікові позиції у чартах | Пікові позиції у чартах | Пікові позиції у чартах | Пікові позиції у чартах | Пікові позиції у чартах | Продажі                                                   | Альбом             |
| Назва                                                                            | Рік  | KOR Digital             | KOR Hot                 | JPN                     | JPN Hot                 | NZ Hot                  | US World                | Продажі                                                   | Альбом             |
| -------------------------------------------------------------------------------- | ---- | ----------------------- | ----------------------- | ----------------------- | ----------------------- | ----------------------- | ----------------------- | --------------------------------------------------------- | ------------------ |
| «Whoz That Girl»                                                                 | 2012 | 36                      | 33                      | —                       | —                       | —                       | —                       | - Південна Корея: 611,529                                 | Holla              |
| «I Feel Good»                                                                    | 2012 | 56                      | —                       | —                       | —                       | —                       | —                       | - Південна Корея: 91,177                                  | Hippity Hop        |
| «Every Night» (кор. 매일밤)                                                      | 2012 | 43                      | —                       | —                       | —                       | —                       | —                       | - Південна Корея: 70,352                                  | Ah Yeah            |
| «Up & Down» (кор. 위아래)                                                        | 2014 | 1                       | Н/Д                     | 7                       | 41                      | —                       | —                       | - Південна Корея: 1,496,815 - США: 24,000 - Японія: 9,751 | Ah Yeah            |
| «Ah Yeah» (кор. 아예)                                                            | 2015 | 2                       | Н/Д                     | —                       | —                       | —                       | 6                       | - Південна Корея: 1,057,024                               | Ah Yeah            |
| «Hot Pink» (кор. 핫핑크)                                                         | 2015 | 4                       | Н/Д                     | —                       | —                       | —                       | 9                       | - Південна Корея: 685,603                                 | Street             |
| «L.I.E» (кор. 엘라이)                                                            | 2016 | 7                       | Н/Д                     | —                       | —                       | —                       | 16                      | - Південна Корея: 518,819                                 | Street             |
| «Cream»                                                                          | 2016 | —                       | —                       | —                       | —                       | —                       | —                       | Н/Д                                                       | Сингл без альбому  |
| «Night Rather Than Day» (кор. 낮보다는 밤)                                       | 2017 | 9                       | 47                      | —                       | —                       | —                       | —                       | - Південна Корея: 311,781                                 | Eclipse            |
| «DDD» (кор. 덜덜덜)                                                              | 2017 | 9                       | 13                      | —                       | —                       | —                       | 6                       | - Південна Корея: 348,131                                 | Full Moon          |
| «Dreamer» (кор. 꿈에)                                                            | 2018 | —                       | —                       | —                       | —                       | —                       | —                       | Н/Д                                                       | Re: flower Project |
| «Don't Want a Drive» (кор. 데려다 줄래)                                          | 2018 | —                       | —                       | —                       | —                       | —                       | —                       | Н/Д                                                       | Re: flower Project |
| «Lady» (кор. 내일해)                                                             | 2018 | 32                      | 37                      | —                       | —                       | —                       | 9                       | - Південна Корея: 14,953 (Phy.)                           | Lady               |
| «How Why»                                                                        | 2018 | —                       | —                       | —                       | —                       | —                       | —                       | Н/Д                                                       | Re: flower Project |
| «A Sul Hae» (кор. 아슬해)                                                        | 2018 | —                       | —                       | —                       | —                       | —                       | —                       | Н/Д                                                       | Re: flower Project |
| «Better Together (Remastered 2018)»                                              | 2018 | —                       | —                       | —                       | —                       | —                       | —                       | Н/Д                                                       | Re: flower Project |
| «I Love You» (кор. 알러뷰)                                                       | 2018 | 29                      | 21                      | —                       | —                       | 34                      | 5                       | - Південна Корея: 15,999 (Phy.) - США: 1,000              | I Love You         |
| «Me&You»                                                                         | 2019 | 90                      | 68                      | —                       | —                       | —                       | 15                      | Н/Д                                                       | We                 |
| «Trouble»                                                                        | 2019 | —                       | —                       | —                       | —                       | —                       | —                       | Н/Д                                                       | Trouble            |
| «Bad Girl for You»                                                               | 2019 | —                       | —                       | 14                      | 95                      | —                       | —                       | - Японія: 10,622                                          | B.L.E.S.S.E.D      |
| «Fire» (кор. 불이나)                                                             | 2022 | —                       | Н/Д                     | —                       | —                       | —                       | —                       | Н/Д                                                       | X                  |
| «—» релізи, що не потрапили у чарти або не були випущені у відповідних регіонах. |      |                         |                         |                         |                         |                         |                         |                                                           |                    |

### Саб-юніти
Учасниці Хані та Сольчжі створили саб-юніт під назвою Dasoni у 2013. Пізніше назву було змінено на SoljiHani у 2016. Они випустили три сингли.
| Назва                           | Рік  | Пікові позиції у чартах | Продажі                    | Альбом                             |
| Назва                           | Рік  | KOR                     | Продажі                    | Альбом                             |
| ------------------------------- | ---- | ----------------------- | -------------------------- | ---------------------------------- |
| «Good Bye»                      | 2013 | 71                      | - Південна Корея: 63,662   | Сингл без альбому                  |
| «Said So Often» (Stage version) | 2013 | 188                     | Н/Д                        | Stage of the 70's (цифровий сингл) |
| «Only One»                      | 2016 | 24                      | - Південна Корея: 171,055+ | Street                             |

## Інші пісні у чартах
| Назва                                                                            | Рік  | Пікові позиції у чартах | Продажі                   | Альбоми |
| Назва                                                                            | Рік  | KOR                     | Продажі                   | Альбоми |
| -------------------------------------------------------------------------------- | ---- | ----------------------- | ------------------------- | ------- |
| «Thrilling»                                                                      | 2015 | 52                      | - Південна Корея: 38,001+ | Ah Yeah |
| «With Out U»                                                                     | 2015 | 100                     | - Південна Корея: 20,966+ | Ah Yeah |
| «Will You Take Me?»                                                              | 2016 | 67                      | - Південна Корея: 51,341+ | Street  |
| «3%»                                                                             | 2016 | 179                     | - Південна Корея: 15,969+ | Street  |
| «Hello»                                                                          | 2016 | 199                     | - Південна Корея: 14,721+ | Street  |
| «I Know»                                                                         | 2016 | 213                     | - Південна Корея: 13,154+ | Street  |
| «Cream»                                                                          | 2016 | 288                     | - Південна Корея: 10,485+ | Street  |
| «Summer, Fall, Winter, Spring»                                                   | 2016 | 320                     | - Південна Корея: 9,553+  | Street  |
| «Of Course»                                                                      | 2016 | 333                     | - Південна Корея: 9,246+  | Street  |
| «Only One» (з 5 учасницями)                                                      | 2016 | 337                     | - Південна Корея: 9,134+  | Street  |
| «Good»                                                                           | 2016 | 351                     | - Південна Корея: 8,967+  | Street  |
| «Are You Hungry?»                                                                | 2016 | 361                     | - Південна Корея: 8,467+  | Street  |
| «—» релізи, що не потрапили у чарти або не були випущені у відповідних регіонах. |      |                         |                           |         |

## Саундтреки
| Назва                                                                            | Рік  | Пікові позиції у чартах | Продажі (цифрове завантаження) | Альбом                                                        |
| Назва                                                                            | Рік  | KOR                     | Продажі (цифрове завантаження) | Альбом                                                        |
| -------------------------------------------------------------------------------- | ---- | ----------------------- | ------------------------------ | ------------------------------------------------------------- |
| «Hey Boy»                                                                        | 2012 | —                       | Н/Д                            | The Thousandth Man OST                                        |
| «Up & Down»                                                                      | 2013 | 53                      | - Південна Корея: 51,000+      | Incarnation of Money OST Part 2                               |
| «You Like Me, I Like You» (кор. 너 나 좋아해 나 너 좋아해)                       | 2015 | —                       | Н/Д                            | Immortal Songs: Singing the Legend (Musical Families Special) |
| «Poison» (кор. 포이즌) (Solji, LE & Hyelin)                                      | 2015 | —                       | Н/Д                            | Immortal Songs: Singing the Legend (Joo Young-hoon Part 2)    |
| «Now, Hips» (кор. 자~엉덩이)                                                     | 2018 | —                       | Н/Д                            | Two Yoo Project Sugar Man 2 Part.12                           |
| «—» релізи, що не потрапили у чарти або не були випущені у відповідних регіонах. |      |                         |                                |                                                               |

## Музичні кліпи
| Назва                                   | Рік  | Режисер(и)                      | Прим.  |
| --------------------------------------- | ---- | ------------------------------- | ------ |
| «Whoz That Girl»                        | 2012 | Hong Won-ki                     | [ 47 ] |
| «I Feel Good»                           | 2012 | Hong Won-ki                     | [ 48 ] |
| «I Feel Good (R.Tee Remix)»             | 2012 | Joo Tae-woong                   | [ 49 ] |
| «Every Night»                           | 2012 | APRILSHOWER FILM                | [ 50 ] |
| «Goodbye» (as Dasoni)                   | 2013 | Kang Seong-gyu & Park Seong-hoo | [ 51 ] |
| «Up & Down»                             | 2014 | Digipedi                        | [ 52 ] |
| «Up & Down» (Special version for LG U+) | 2015 | Kim Eun-you                     | [ 53 ] |
| «Ah Yeah»                               | 2015 | Naive Creative Production       | [ 54 ] |
| «Hot Pink»                              | 2015 | Digipedi                        | [ 55 ] |
| «L.I.E»                                 | 2016 | August Frogs                    | [ 56 ] |
| «L.I.E» (Dance version)                 | 2016 | Tiger Cave                      | [ 57 ] |
| «Cream» (Chinese Version)               | 2016 | Невідомий                       | [ 58 ] |
| «Up & Down» (Chinese Version)           | 2017 | Невідомий                       |        |
| «Night Rather Than Day»                 | 2017 | Tiger Cave                      | [ 59 ] |
| «DDD»                                   | 2017 | Digipedi                        | [ 60 ] |
| «Lady»                                  | 2018 | Honey Badger                    |        |
| «Up & Down» (Japanese Version)          | 2018 | Tiger Cave                      | [ 61 ] |
| «I Love You»                            | 2018 | Tiger Cave                      | [ 62 ] |
| «Me&You»                                | 2019 | Tiger Cave                      | [ 63 ] |
| «Vaporize Yourself»                     | 2019 | Невідомий                       |        |
| «We Are»                                | 2019 | Невідомий                       |        |
| «Trouble»                               | 2019 | Tiger Cave                      | [ 64 ] |
| «Bad Girl for You»                      | 2019 | Tiger Cave                      | [ 65 ] |
| «B.L.E.S.S.E.D»                         | 2020 | Cho Hyun Jin                    | [ 66 ] |
| «Fire»                                  | 2022 | Невідомий                       | [ 67 ] |

## Нотатки
1. 1 2 3  Sales figures for tracks are based on digital downloads, except noted.
2. ↑  On January 10, 2017, "Up & Down" was released as EXID's debut Chinese single.[27] The song was released on August 22, 2018 in Japan as their debut Japanese single.[28]
3. ↑  The Korea K-Pop Hot 100 chart on Billboard was discontinued beginning with the July 16, 2014, issue date[29] and re-established on the issue dated May 29 — June 4, 2017.[30] Therefore, charting for singles released by the artist within this period is not available.
4. ↑  "Don't Want a Drive" did not enter the Gaon Digital Chart, but appeared at number 78 on the component Download Chart.[38]
5. ↑  «Fire» did not enter the Circle Digital Chart, but peaked at number 27 on the Circle Download Chart.[42]
6. 1 2  Credited as Dasoni
7. ↑  Credited as SoljiHani